# Kukljica
Kukljica (it. Cuclizza) ist ein Touristen- und Fischerort im Südosten der Insel Ugljan in Kroatien, von der die benachbarte Insel Pašman über eine Brücke erreichbar ist. Die 714 Einwohner (Volkszählung 2011) zählende Gemeinde befindet sich 8 km südöstlich von Preko. Der Ort ist geprägt durch dichte Kiefernwälder und verfügt über zahlreiche Sand- und Felsstrände.
Kukljica wird oft auch als „Eingang in den Naturpark Telašćica und Naturpark Kornati“ bezeichnet, da er in der Nähe der Passage Zdrelac liegt.

## Bevölkerung

### Ethnische Zusammensetzung
Gemäß der Volkszählung 2011:
- Kroaten – 686 (96,08 %)
- Albaner – 7 (0,98 %)
- Türken – 5 (0,70 %)
- Slowenen – 4 (0,56 %)
- Bosniaken – 3 (0,42 %)
- Mazedonier – 1 (0,14 %)
- Polen – 1 (0,14 %)
- Sonstige – 7 (0,98 %)

## Tourismus

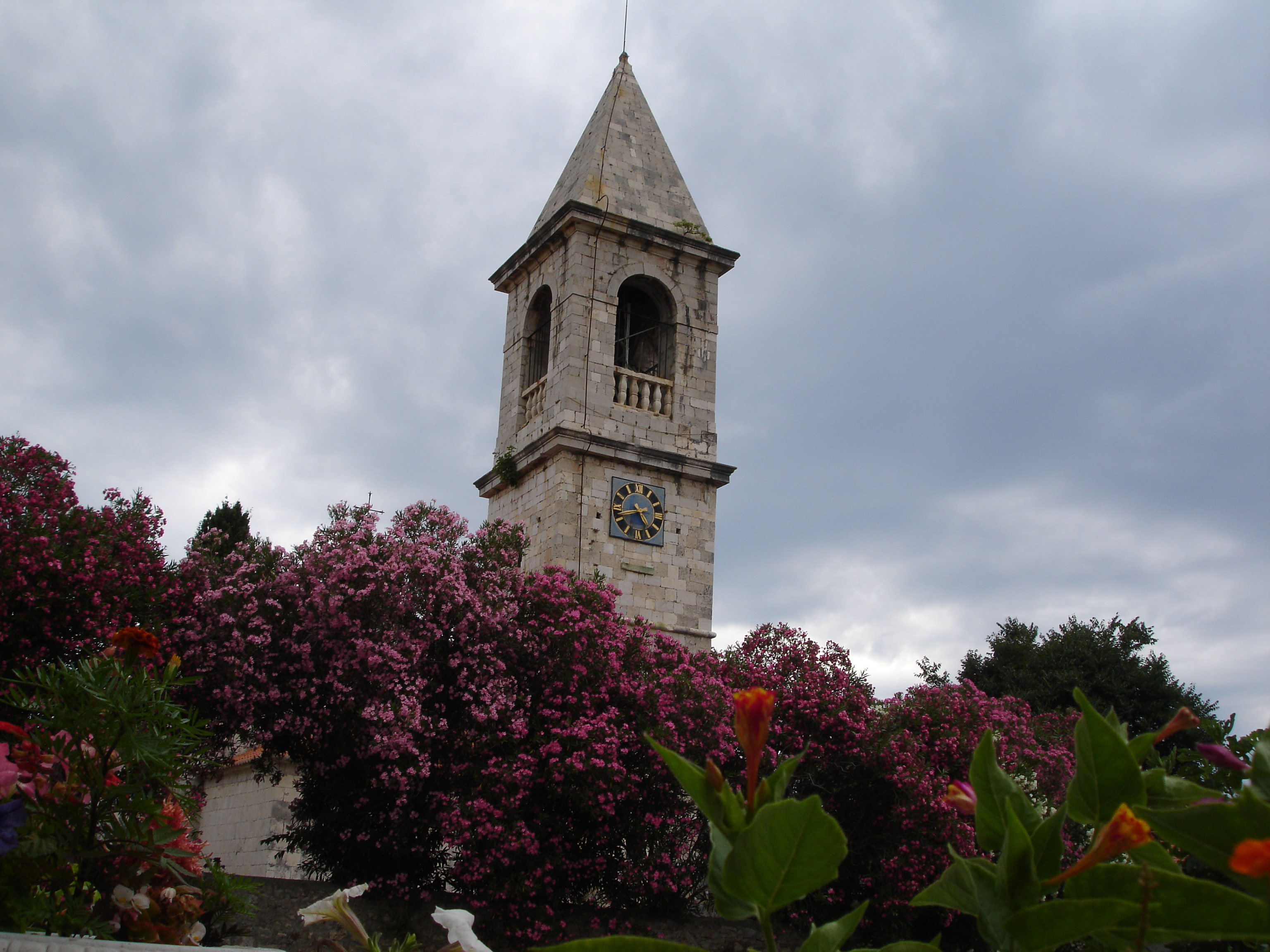
Der Kirchturm in Kukljica

Der malerische Ferien- und Fischerort Kukljica liegt in einer weitläufigen Naturbucht am äußersten Südostteil der Insel Ugljan. Die Insel Ugljan mit 52 km² Fläche und 75 km zergliederter Küste, ist durch nur 3 NM breiten Zadarer Kanal von der gegenüberliegenden Stadt Zadar getrennt. Ugljan ist durch regelmäßige und frequente Fährlinien (Zadar-Preko und Biograd-Tkon) mit dem Festland und durch die Brücke über Zdrelac Kanal mit der Insel Pasman verbunden.
Kukljica wird auch, da es sich unweit des schmalen Zdrelac Kanal befindet, „das Tor zum Naturpark Telascica und zum Nationalpark Kornati Inseln“ genannt. Kukljica ist seit Generationen mit Meer, Seefahrt und Fischfang verbunden und in der letzten Zeit ist es immer mehr ein beliebtes Ziel zahlreicher Touristen, vor allem Nautiker und Ausflügler. Der alte Ortskern wird durch eine natürliche Bucht, in der sich zahlreiche Fischerboote und durch das Anlegen zusätzlicher Molen in den vergangenen Jahren viele Segelboote befinden, von der Halbinsel Zelena Punta getrennt. Ein Spaziergang auf der Uferpromenade mit dem Blick auf den Hafen mit zahlreichen Fischer- und Segelbooten ist ein echter Genuss.
In der Bucht Kostanj befindet sich ein wertvolles Kulturdenkmal: das renovierte altkroatische Kirchlein des hl. Hieronymus aus dem 13. Jahrhundert. Die Ortschaft bietet auch eine einzigartige Attraktion: jedes Jahr findet am 5. August, dem Feiertag „Unserer lieben Frau vom Schnee“ eine traditionelle Prozession statt, die aus dem Jahre 1514 stammt. Bei dieser Gelegenheit wird die Madonnastatue auf dem Meereswege getragen, begleitet von unzähligen großen und kleinen Booten von der Pfarrkirche des Hl. Paulus aus dem 17. Jahrhundert bis zur Wallfahrtskirche der Schneemadonna im Zdrelac Kanal, wo nach der Überlieferung vor 500 Jahren, mitten im Sommer Schnee fiel.
In unmittelbarer Nähe der Ortschaft, zu beiden Seiten der Insel, erstrecken sich im Schatten hundertjähriger Kiefern die attraktiven Sandstrände Sabusa, Jelenica und Kostanj.
Mildes und heilendes Mittelmeer-Klima, wo sich Meeresstille mit günstigen Winde wechseln. Im Sommer bringt der Maestral Erfrischung, während im Winter der Nordost und Südwind vorherrschen. Die durchschnittliche Lufttemperatur vom Mai bis Oktober ist 22 °C. Jährlich werden 2500 Sonnenstunden verzeichnet.